# Ligne 9 du tramway de Bruxelles (1896-1968)
Pour les articles homonymes, voir Ligne 9.
La ligne 9 est une ancienne ligne de tramway du tramway de Bruxelles qui a fonctionné jusqu'au 8 janvier 1968. Elle reliait l'hôpital Brugmann au Cimetière de Saint Gilles

## Histoire
Elle est supprimée le 8 janvier 1968 lors de la quatrième phase de restructuration du réseau de tramway bruxellois, la majeure partie de son itinéraire est cependant repris, :
- entre l'Hôpital Brugmann et le carrefour des avenues Ernest Masoin et du Sacré-Cœur par la ligne 103 ;
- la section sur l'avenue du Sacré-Cœur est abandonnée ;
- la section entre la gare de Jette et le carrefour du boulevard Léopold II et la  est reprise par la ligne 103 ;
- entre ce carrefour jusqu'à la gare de Bruxelles-Midi, la ligne n'est pas remplacée, la rue de Ribaucourt reste parcourue par les tramways de la ligne 102, la section entre le parvis Saint-Jean-Baptiste et la porte d'Anderlecht est abandonnée mais l'itinéraire reste parcouru par les lignes d'autobus 46 et 89 ;
- enfin entre Bruxelles-Midi et le cimetière de Saint-Gilles à Uccle, elle est remplacée par la nouvelle ligne 55.

En 2023, une grande partie de son trajet étais réalisé par la ligne 51, avant que celle-ci soit à nouveau divisée en deux (51 et 18).